# Fergus mac Crundmáel
Fergus mac Crundmáel ou Ferg mac Crundmaíl (mort vers 670) est un roi d'Ailech et un Chef du Cenél nEógain une branche des Uí Néill du Nord.

## Règne
Fergus mac mac Crundmáel ou Ferg mac Crundmaíl est le fils aîné et successeur de Crunnmáel mac Suibni et le petit-fisl de l'Ard ri Erenn
Suibne Menn († 628).
Selon les Laud Synchronisms il succède à son père Crundmáel qui aurait régné pendant 24 ans alors que lui-même ne règne que  8 années Son père était le successeur de son oncle paternel  Ernáine mac Fiachnai mort en 636 selon les Annales d'Ulster c'est éléments permettent d'envisager pour Fergus un règne possible de 660 à 668  comme roi d'Ailech, alors qu'il n'est pas mentionné dans les Annales irlandaises.